# جوزفين بيترس بومان
جوزفين بيترس بومان (بالإنجليزية: Josephine Beatrice Bowman)‏ هي ممرضة وضابطة أمريكية، ولدت في 19 ديسمبر 1881 في دي موين في الولايات المتحدة، وتوفيت في 3 يناير 1971.